# 前震
前震（Foreshock）是指在一个地震序列中，发生在主震之前的地震。前震可以发生在主震前几分钟、几天甚至数年。例如，2002年苏门答腊地震被认为是2004年印度洋大地震的前震，两者之间时间相隔超过2年。前震及前震序列的判定研究时至今日仍是世界上地震预报中的难题，迄今为止仍然没有找到在主震前就能判断前震或前震序列的方法，甚至对前震及前震序列的具体定义也各不相同。但值得注意的是，即使地震规模很大，也并不一定会发生前震。

## 分类及定义
前震分为直接前震和广义前震两种。广义前震和直接前震的特征与识别及其在强震中短期预测方面的应用研究，一直是国际测震学方法中短临预测研究的主攻目标。在日常地震跟踪分析中，对其是否为广义前震或直接前震作出判断。如果能在强震发生前，对广义和直接前震做出早期判断和识别，则可将难度较高的地震三要素（时间、空间和强度）预测基本转化为单个要素的预测，尤其是直接前震的判断对于短临预测更为重要和关键。

### 直接前震
事实上，直接前震的定义时至今日仍有争议，每位学者对前震及前震序列的具体定义各不相同。如1979年，Jones和Molnar认为，前40天中发生距离主震100千米内的4.0级以上的地震为前震。1985年，陆远忠对前震曾做出过这样的描述：“序列中主震前发生的地震叫做前震，主震后发生的地震为余震。前震一般在主震前几分钟或几天发生。前震、主震和余震均处于主震震源区内，是震源区同一失稳过程的结果”。而梅世荣和冯德益于1993年，将前震的定义为：“前震是指主震前发生在震源区内，与主震有关的一些地震。前40天中发生在距离主震100km内的地震被认为是有意义的前震，或称为直接前震”。中国地球物理学家陈运泰等人于2000年在专门论述破裂起始现象时指出：“瞬时前震，指的是在较大地震发生之前非常短的时间内发生的、距离较大地震很近的小地震”。上述定义主要针对的是直接前震。不过，根据这些前震的定义，基本将直接前震限定在强震孕育区内或边缘，与未来强震的孕育区关系密切。显然，这些前震的发生部位与一般同等量级地震的介质性质和应力背景有所不同。而王林瑛等人于2005年发表论文认为，将直接前震定义在主震前30天和50千米范围内比较符合客观实际。甚至中国地震局地震预测研究所的周少辉和中国地震台网中心的蒋海昆于2016年认为，直接前震主要集中分布在距离主震10－75千米范围内，但其时间分布形势复杂，大多数仅发生在主震前1－2天。

### 广义前震
而广义前震，则是在直接前震定义上的拓延。陆远忠等人于1985年对广义前震同时做出过这样的论述：“广义前震是发生在一个地震序列之前较长时间，较远距离，与该序列孕育有关的单个地震，或地震群以及它们的组合”。广义前震的定义在时间上做出了较为明确的界定，在空间上限定的也比较宽松和笼统，这对于进一步给出前震较为客观的定量判定标志是有益的。而针对某个地震带而言，其广义前震的定义也略有不同。如2006年，杨立明和刘小凤在研究祁连山地震带地震短期综合预报方案中指出，在青藏高原东北缘地区中强以上地震前，常发生Ms 3.6－4.5级的地震事件，将其称之为广义前震。

## 地震预测
由前震活动预报主震是很早之前就被人们注意到的一种现象。但从实用预报地震的观点来看，还有许多仍需解决的问题。这其中最大的问题，就是在主震发生之前如何识别前震活动。然而很遗憾，时至今日也没有确立有效的识别方法。因此，现在用定论的手法由前震活动预测主震可以说是相当困难的，更现实的做法是通过计算，得出某个地震活动发生后发生主震的概率有多大。但不可忽略的一点是，有前震现象的地震分布有很大的区域性。如日本地震学家吉田（Yoshida）于1990年结合数据得出结论，从1961－1988年在日本附近发生的5.0级及以上的地震中，平均有37%的地震有前震现象。这其中还包括前震较多的伊豆地区。如果除去伊豆地区和九州地方，则只有26%的地震有前震现象，这对于通过前震预测主震带来了更多的不便。

## 著名例子
| 前震发生时间                   | 前震震級              | 国家           | 地点               | 主震发生时间   | 主震震源深度 | 主震震級    | 參見                                  | 死亡人數     | 海嘯 | 参考来源             |
| ------------------------------ | --------------------- | -------------- | ------------------ | -------------- | ------------ | ----------- | ------------------------------------- | ------------ | ---- | -------------------- |
| 1960年5月21日－22日（1日以内） | Mw 8.1/7.1/7.8（3次） | 智利           | 瓦尔迪维亚         | 1960年5月22日  | 35 km        | Mw 9.4－9.6 | 1960年康塞普西翁地震 1960年智利大地震 | 1,000－7,000 | 有   | [ 9 ] [ 10 ]         |
| 2002年11月2日（2年）           | M 7.3                 | 印尼           | 蘇門答臘西北外海   | 2004年12月26日 | 30 km        | Mw 9.1      | 2002年苏门答腊地震 2004年印度洋大地震 | 283,106      | 有   | [ 2 ]                |
| 2010年4月14日（2小时）         | Ms 4.7                | 中华人民共和国 | 青海省玉树县       | 2010年4月14日  | 14 km        | Ms 7.1      | 2010年玉树地震                        | 2,698        | 无   | [ 11 ]               |
| 2011年3月9日（2日）            | Mj 7.3                | 日本           | 宮城縣外海         | 2011年3月11日  | 24 km        | Mw 9.0－9.1 | 2011年东北地方太平洋近海地震          | 15,893       | 有   | [ 12 ]               |
| 2016年4月14日（1日）           | Mj 6.5                | 日本           | 熊本縣熊本市       | 2016年4月15日  | 12 km        | Mw 7.3      | 2016年熊本地震                        | 57           | 无   | [ 14 ]               |
| 2016年4月16日（11分钟）        | Mb 4.8                | 厄瓜多尔       | 穆伊斯內南         | 2016年4月16日  | 19.2 km      | Mw 7.8      | 2016年厄瓜多地震                      | 659          | 无   | [ 15 ]               |
| 2017年4月22－23日（2日以内）   | Mw 6.0/5.0/5.6（3次） | 智利           | 瓦爾帕萊索大區近海 | 2017年4月24日  | 24.8 km      | Mw 6.9      | 2017年瓦尔帕莱索地震                  | 0            | 有   | [ 16 ] [ 17 ] [ 18 ] |

## 外部連結
- 维基词典中的词条「前震」
- 维基共享资源上的相關多媒體資源：前震